# Châtas
Châtas település Franciaországban, Vosges megyében. Lakosainak száma 36 fő (2022. január 1.). Châtas Ménil-de-Senones, Le Puid, Ban-de-Sapt, La Grande-Fosse és Grandrupt községekkel határos.

## Népesség
A település népességének változása:
| Lakosok száma | 55   | 52   | 53   | 50   | 46   | 43   | 39   | 37   | 36   |
|               | 2013 | 2015 | 2016 | 2017 | 2018 | 2019 | 2020 | 2021 | 2022 |